# 운트리셉튬
운트리셉튬(Untriseptium)은 아직 미발견된 원소의 이름으로 원소 기호는 Uts, 원자 번호는 137번이다.

## 이야기
물리학자 파인만은 원자 번호의 상한이 137번, 즉 운트리셉튬이 존재할 수 있는 마지막 원소라고 말하였다. 이는 보어의 원자 모델에서 미세-구조 상수(fine-structure constant, α)의 역수가 137보다 크면 1s전자의 속도가 광속보다 커지게 되기 때문이다. 파인만의 이러한 말을 기리기 위해 비공식적으로 137번 원소를 파인마늄(Feynmanium, Fy)으로 부르기도 한다.

## 같이 보기
- 체계적 원소 이름